# Agiez
Agiez is een gemeente en plaats in het Zwitserse kanton Vaud, en maakt deel uit van het district Jura-Nord vaudois.
Agiez telt 231 inwoners.